# Guennadi Matvéyev
Guennadi Mijáilovich Matvéyev (en ruso: Геннадий Михайлович Матвеев; Rostov del Don, 22 de agosto de 1937−15 de enero de 2014) fue un jugador y entrenador de fútbol ruso.

## Carrera como jugador
En 1956 comenzó su carrera como jugador en el club local Rostsielmasz Rostov-on-Don. En 1959 se trasladó a SKA Rostov-on-Don, que se encontraban en la Clase A de la URSS. 
Matveyev hizo su debut internacional con la URSS el 11 de octubre de 1964 en un amistoso contra Austria perdiendo 0-1. También fue parte del equipo olímpico. En total, jugó 6 partidos y marcó 2 goles.
En 1968 terminó su carrera como jugador.

## Carrera como entrenador
Después de retirarse del fútbol comenzó su carrera como entrenador. En los clubes SKA Rostov-on-Don, SKA Odessa, Kubán Krasnodar, Taganrog, Volgodonsk Atomm y Spartak Tambov. Trabajó como director del equipo de extremo oriente Amur Blagoveshchensk. El último club, que dirigió, fue Khimik Uwarowo.